# Begonia wangii
Espèce
Begonia wangii est une espèce de plantes de la famille des Begoniaceae.
L'espèce fait partie de la section Diploclinium.
Elle a été décrite en 1948 par Tse Tsun Yu (1908-1986).

## Description
Begonia wangii est une plante herbacée qui vit sur les rochers calcaires, (600-) 800-1000 mètres. Rhizomes allongés. Feuilles basilaires, pétiole jusqu'à 30 cm, limbe abaxialement rouge, adaxialement vert foncé, pelté, légèrement asymétrique, 7-20 × 3-11 cm, env. 2 mm d'épaisseur, glabre, nervation palmée, à 5-7 nervures, base arrondie, bord entier, apex acuminé. 

## Répartition géographique
Cette espèce est originaire du pays suivant : Chine, aux provinces Guangxi (Jingxi, Napo) et Yunnan (Malipo). 

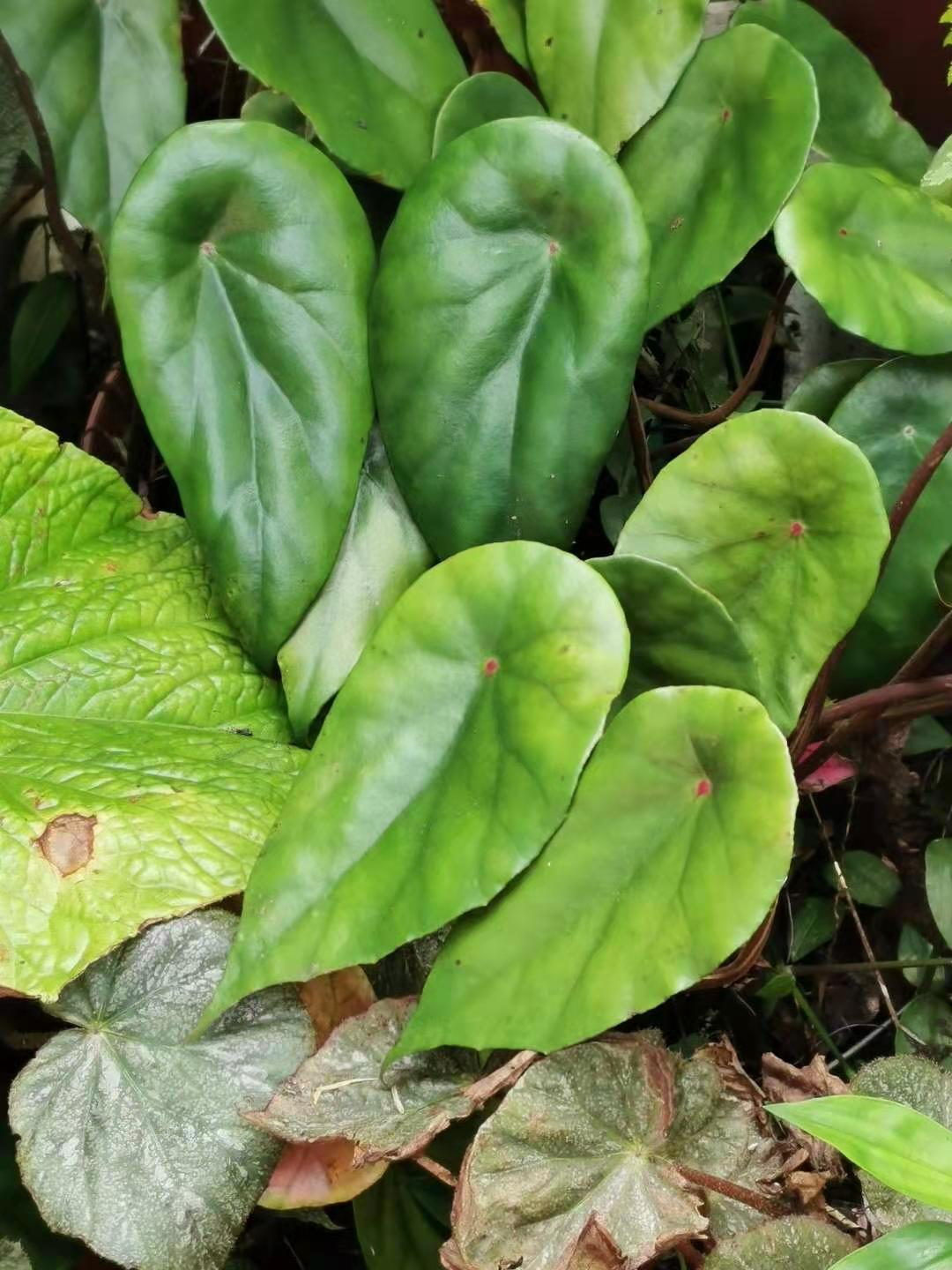
Feuilles peltées, bord légèrement ondulé des fois. Le dos et le pétiole sont rouges.
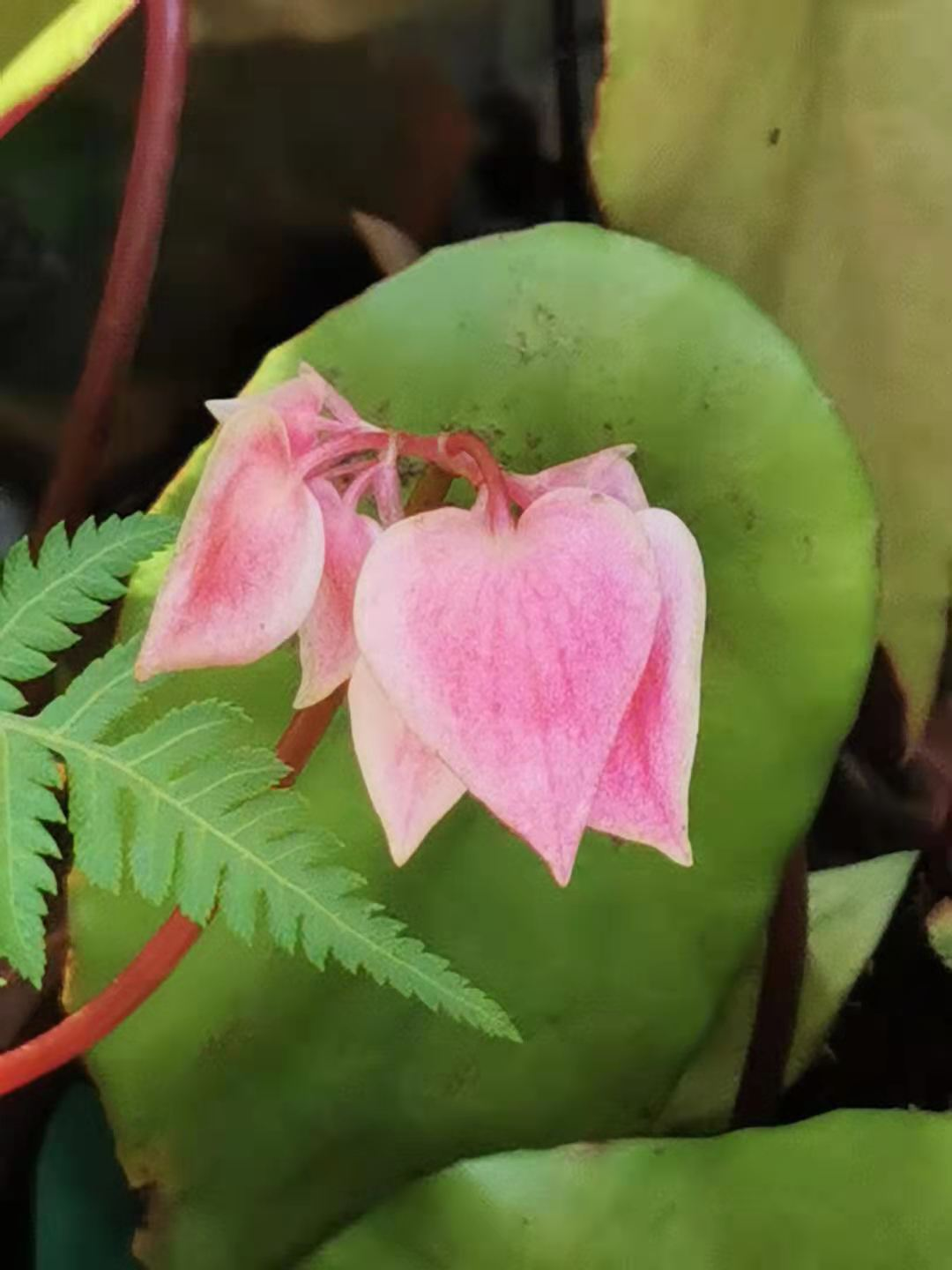
Fleurs unisexuées, monoïques. Cymes dichotomiques.
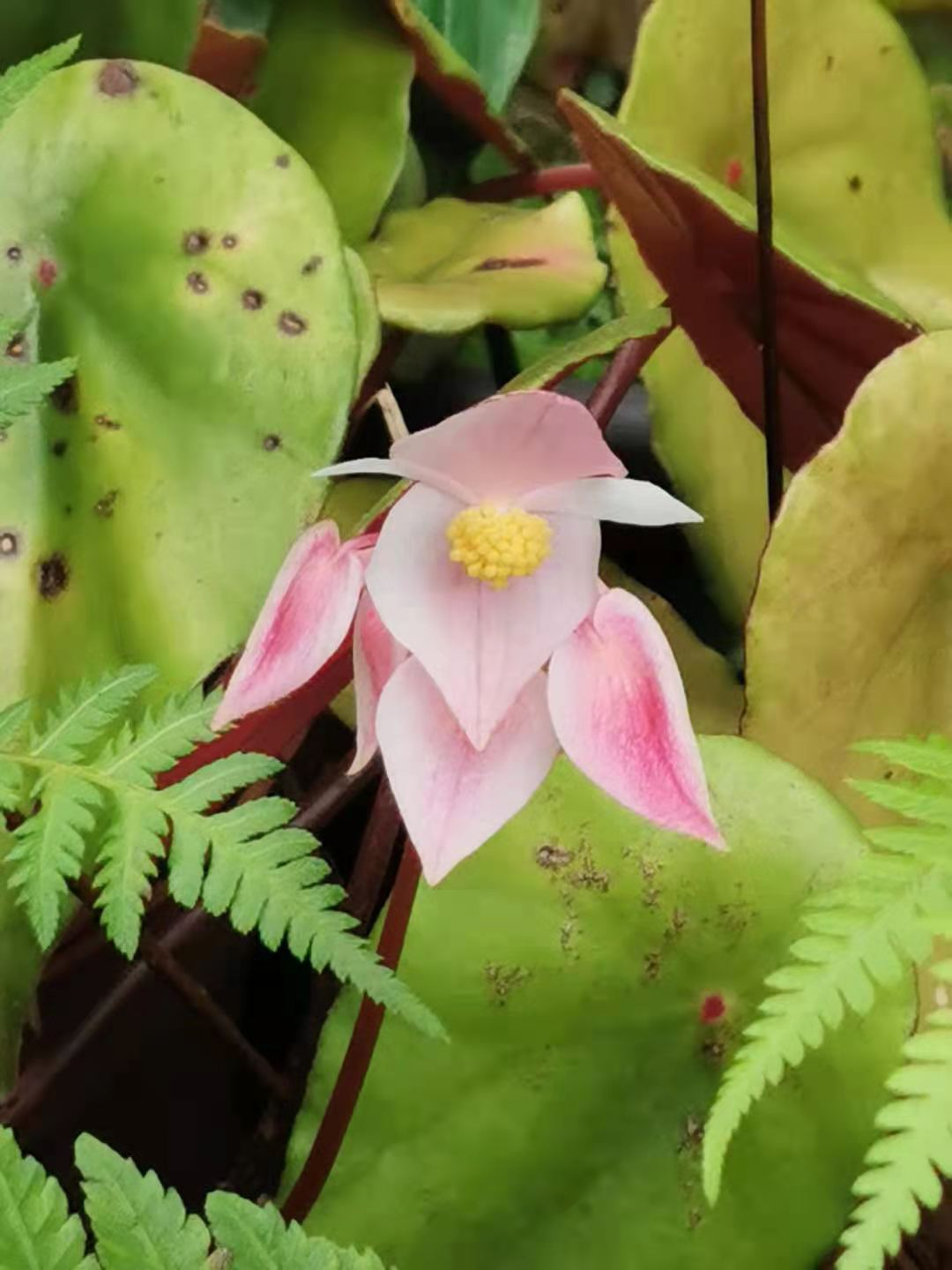
Fleur a deux pétales (ou quatre, dont deux sont menus).
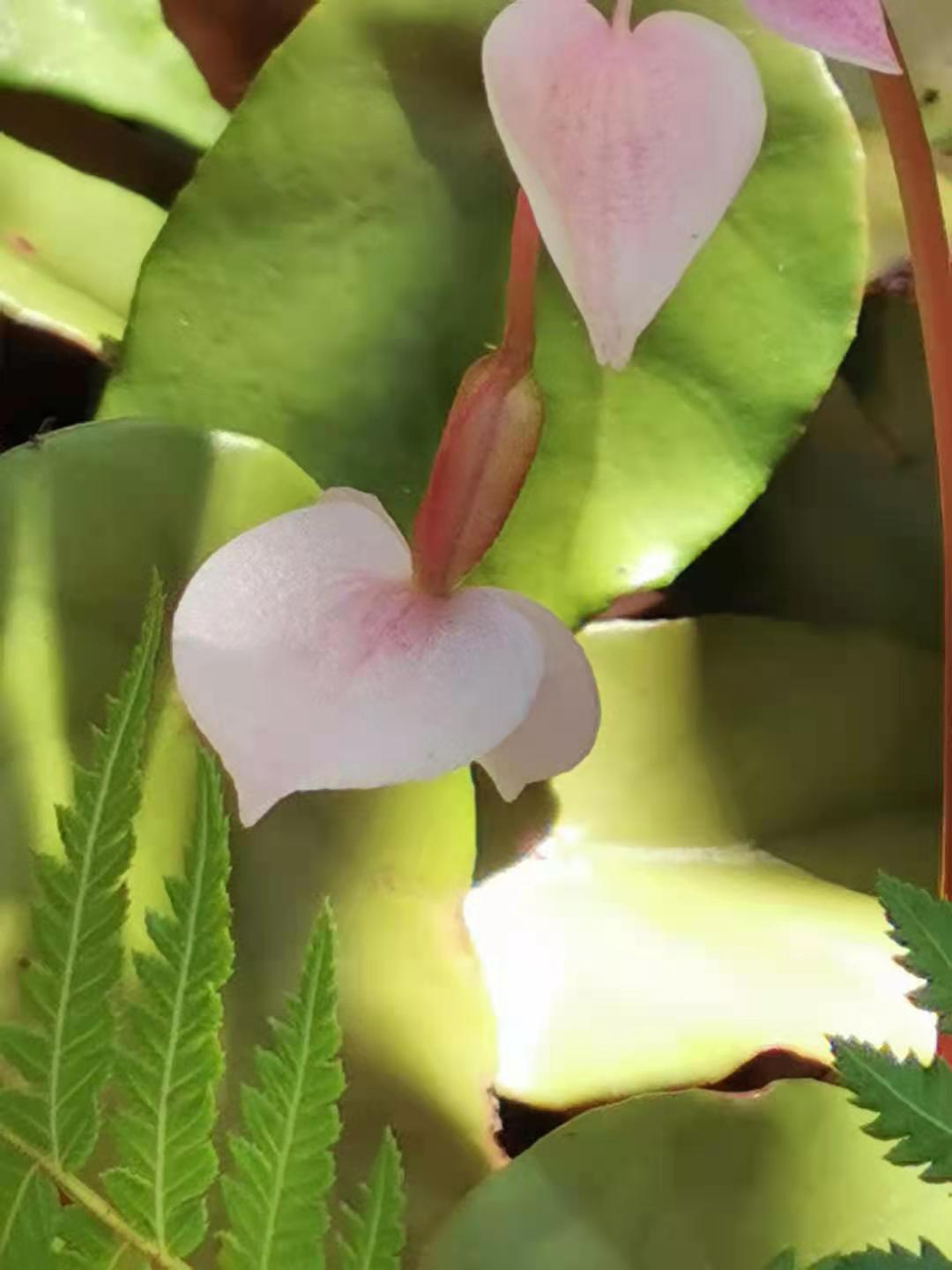
Ovaire long cylindrique, à 3 loges